# Kourion
Kourion (dal greco Κούριον), nota con il nome latino di Curium (Plinio v. 13), era una città cipriota, che durò dall'antichità fino ai primi anni del Medioevo. Kourion è situata sulle rive a sud dell'isola ed a ovest del fiume Lycus (ora chiamato Kouris) ed è stato segnalata da numerosi autori antichi tra cui Tolomeo e Plinio il Vecchio. Oggi il sito si trova all'interno della base militare britannica di Akrotiri e Dhekelia.

## Storia
Kourion si dice sia stata fondata dagli Argivi, il cui sovrano, tradì la causa del suo paese durante la guerra contro i Persiani. La città è passata attraverso diverse fasi, una ellenistica, poi l'epoca romana e cristiana. Per questo motivo la città ha una grande agorà (mercato) e una basilica paleocristiana, poste all'interno delle mura cittadine. Inoltre sono presenti grandi bagni pubblici che erano dotati di acqua fredda e calda, dalle terme, e un nympheum con una grande piscina ottagonale. Nel grande anfiteatro che può ospitare circa 2000 spettatori per lo più si sono svolti i giochi, quindi in città c'è anche una Palestra cioè il luogo di formazione per i lottatori. L'intera città ha mosaici pavimentali che si trovano principalmente nella casa di Achileas fondatore della città.
A tre chilometri dalla città si trova il santuario di Apollo, che offre straordinari particolari di architettura corinzia. Sulla stessa posizione esiste luogo di culto per un dio bosco risalente al 6000 a.C.. Tra Kourion e il santuario di Apollo si trova lo stadio lungo circa 400 m, questo stadio può ospitare fino a 7.000 spettatori. Questa magnifica città si crede sia stata distrutta nel IV secolo quando una serie di cinque forti terremoti la colpì nell'arco di circa 80 anni, e questo avrebbe inevitabilmente portato alla sua fine.
Fu sede vescovile: si ricordano due vescovi, vissuti nel V e nell'XI secolo.